# Bagas, Gironde
Bagas là một xã của tỉnh Gironde, thuộc vùng Aquitaine, tây nam nước Pháp.